# دايسوكي ماتسوي

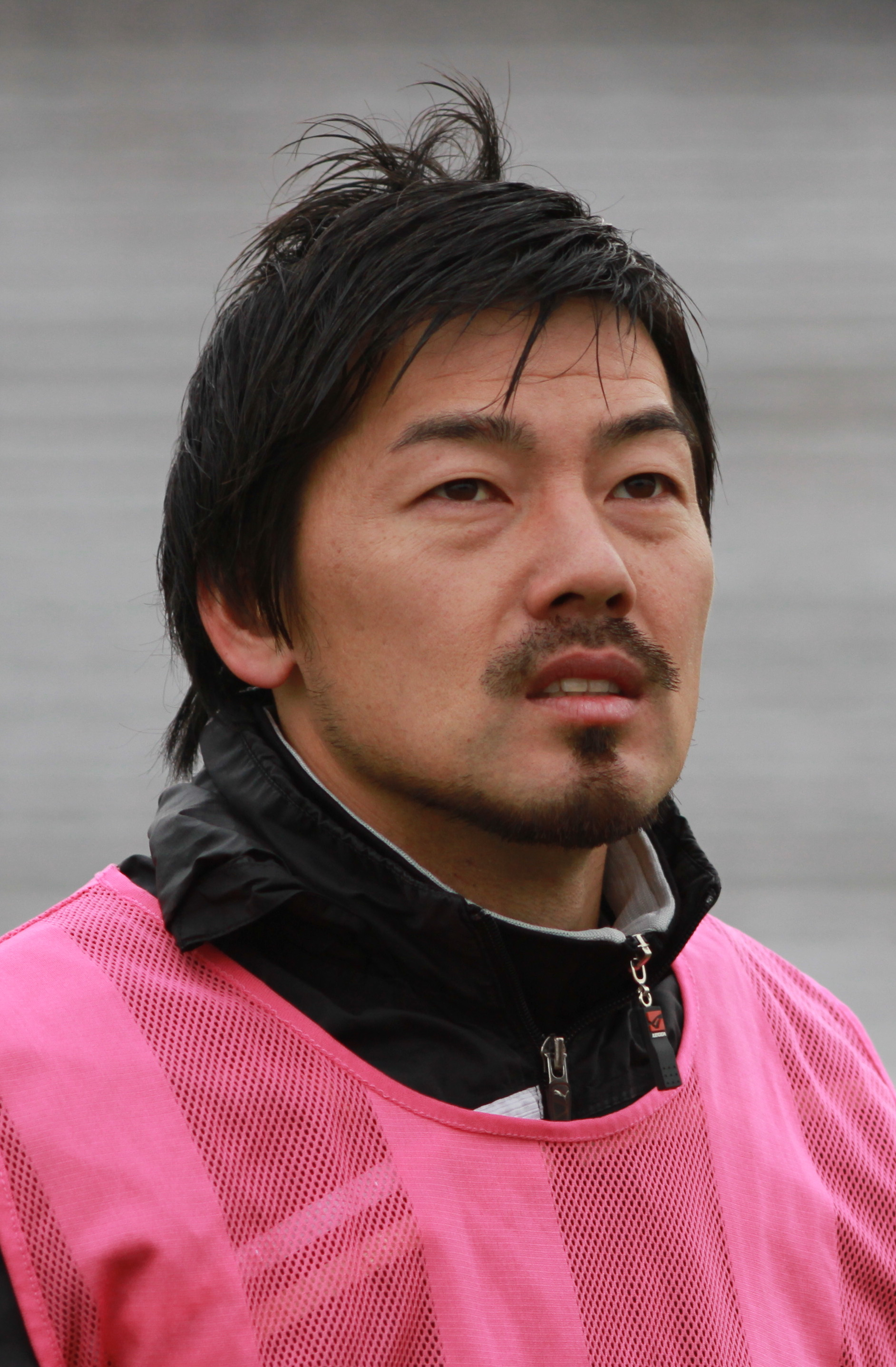

دايسوكي ماتسوي (مواليد 11 مايو 1981 في ياماشينا - اليابان) لاعب كرة قدم ياباني يلعب حاليا لصالح نادي الدرجة الأولى غرونوبل الفرنسي منذ 2009 في مركز الوسط المحوري.

## روابط خارجية
- دايسوكي ماتسوي على موقع الاتحاد الدولي (مؤرشف)  (الإنجليزية)
- دايسوكي ماتسوي على موقع رابطة كرة القدم اليابانية للمحترفين (اليابانية)
- دايسوكي ماتسوي على موقع رابطة كرة القدم الفرنسية للمحترفين (الإنجليزية)
- دايسوكي ماتسوي على موقع قاعدة بيانات كرة القدم.إي يو (الإنجليزية)
- دايسوكي ماتسوي على موقع ليكيب (الفرنسية)
- دايسوكي ماتسوي على موقع ناشيونال فوتبول تيمز (الإنجليزية)
- دايسوكي ماتسوي على موقع Soccerbase.com (لاعب) (الإنجليزية)
- دايسوكي ماتسوي على موقع Soccerway.com (الإنجليزية)
- دايسوكي ماتسوي على موقع عالم كرة القدم.نت (الإنجليزية)
- دايسوكي ماتسوي على موقع كووورة